# Hugo Walleitner

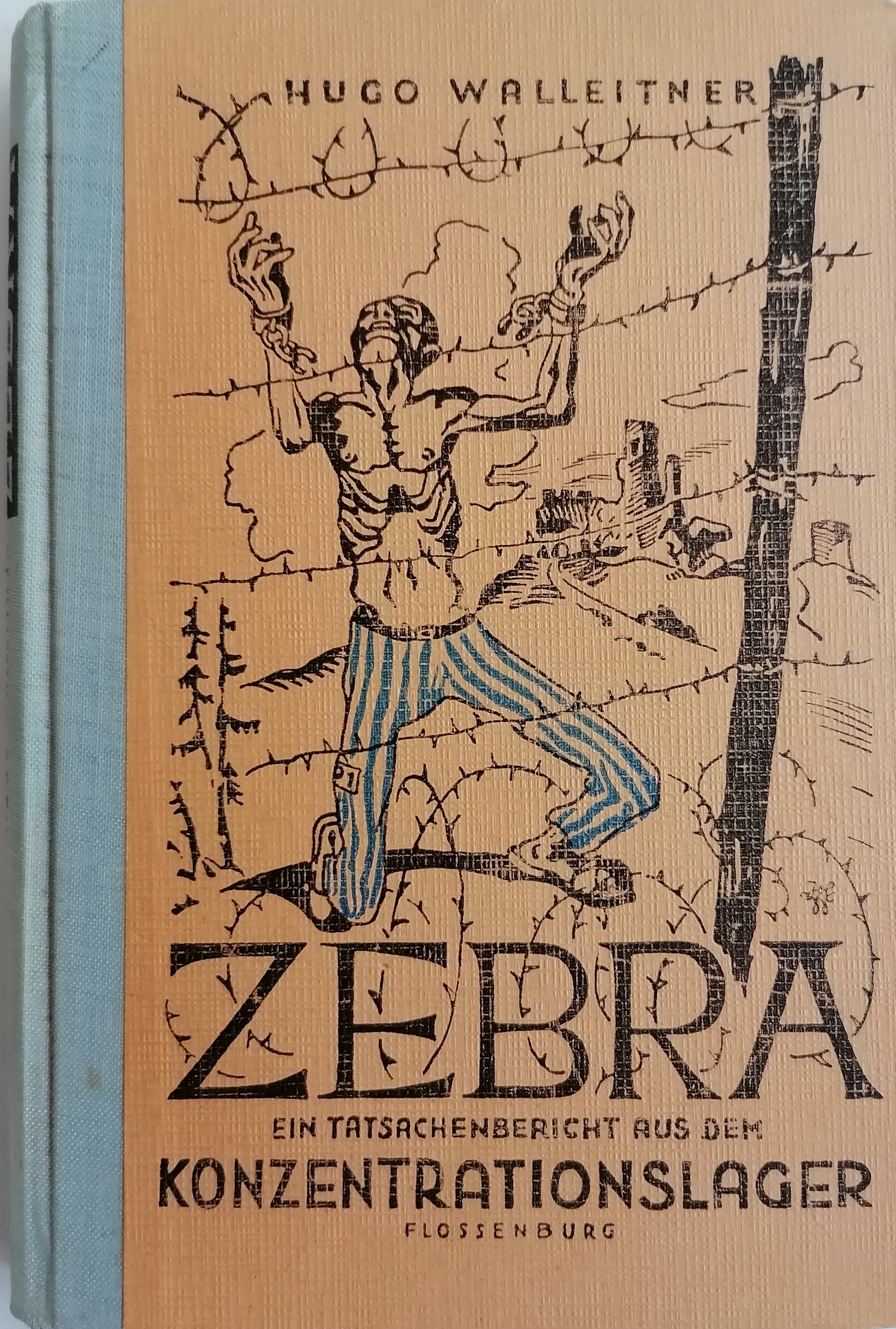
Frontdeckel od. Buchcover, Tatsachenbericht von Hugo Walleitner

Hugo Walleitner (* 16. März 1909 in Bad Ischl; † 16. Juni 1982 in Wien) war ein österreichischer Gefangener und Überlebender des Konzentrationslagers Flossenbürg.

## Leben
Walleitner war über drei Jahre Häftling im Konzentrationslager Flossenbürg. Nach seiner Inhaftierung und Leidenszeit im Konzentrationslager veröffentlichte er einen Tatsachenbericht über diese Zeit und beschreibt „in klarer Offenheit die nackte Wahrheit dieses Elends“ das Leben und millionenfache Sterben hinter den Kulissen des Dritten Reiches. Dabei geht er in seinem Buch nicht weiter auf die vermutlich homosexuellen Gründe für seine Inhaftierung im Konzentrationslager ein. Illustriert wird der Bericht durch 34 eigene Bilder. Das Zeichentalent Walleitners erleichterte wahrscheinlich auch das Überleben durch kleine Privilegien und Vergünstigungen im harten Lagerleben.

## Werke
- Hugo Walleitner (Autor): ZEBRA – Ein Tatsachenbericht aus dem Konzentrationslager Flossenbürg. Im Selbstverlag des Verfassers, Bad Ischl, ohne Jahresangabe (verm. 1947); Verlegt auf Grund Genehmigung Nr. S 20 des Information Service Branch.